# 得田之久
得田 之久（とくだ ゆきひさ、1940年 - ）は、日本の絵本作家。

## 来歴
神奈川県横浜市に生まれる。
1歳の時に茅ヶ崎市に転居する。豊かな自然の中で魚を捕まえ虫を追う少年期を過ごす。
明治学院大学社会学部に進むが中退した。当時この地は映画のロケーションが盛んで、それをしばしば目撃していた。長じて映画好きになり、大学時代はもっぱら映画のシナリオ執筆に熱中する。大学3年の時、突然絵を始め、至光社の武市八十雄に見いだされ絵本を描き始める。その後、福音館書店の松居直のアドバイスを受け、昆虫をテーマとした絵本に着手する。同時に新聞や雑誌にエッセイを執筆する。また、童心社の稲庭桂子に出会い教育紙芝居を発表した。
2001年初孫の誕生とともに、自身で絵本の文を書くことを始める。

## 主な作品
- 『あわててにげた』「かがくのとも」38号（1972年、福音館書店）
- 『みてみよう』「かがくのとも」97号（1977年、福音館書店）
- 『むしたちのさくせん』「かがくのとも」325号（1996年、福音館書店）
- 『とべかぶとむし』「年少版こどものとも」5号（1977年、福音館書店）
- 『ありのであったむし』「年少版こどものとも」17号（1978年、福音館書店）
- 『とのさまばった』「年少版こどものとも」53号（1981年、福音館書店）
- 『てんとうむしのとん』「年少版こどものとも」63号（1982年、福音館書店）
- 『かたつむり』「年少版こどものとも」88号（1984年、福音館書店）
- 『いろいろなむし』「年少版こどものとも」112号（1986年、福音館書店）
- 『そこにいるのはだれ？』「年少版こどものとも」136号（1988年、福音館書店）
- 『かまきりのこどもがうまれた』「年少版こどものとも」170号（1991年、福音館書店）
- 『むしをさがそう』「年少版こどものとも」185号（1992年、福音館書店）
- 『おかしいなおかしいね』「年少版こどものとも」233号（1996年、福音館書店）
- 『ちがうのどれかな』「年少版こどものとも」253号（1998年、福音館書店）